# Las cosas
Las cosas: Una historia de los años sesenta (título original en francés: Les choses. Une histoire des années soixante) es la primera novela publicada del escritor francés Georges Perec, aparecida en 1965 en la colección «Les Lettres Nouvelles» de Éditions Julliard. La primera edición en castellano corresponde a una traducción de Jesús López Pacheco, que fue publicada en la colección «Biblioteca Breve» de Seix Barral en 1967. Más tarde, en noviembre de 1992, el libro se reeditó en la colección «Panorama de narrativas» de Editorial Anagrama, con traducción de Josep Escué.
El libro está dedicado a Denis Buffard, y por él Perec obtuvo en 1965 el Premio Renaudot.

## Estructura
El libro inicia con un párrafo en inglés a modo de epígrafe del poeta y novelista Malcolm Lowry, que habla acerca del desarrollo de las civilizaciones, y finaliza con un párrafo de Karl Marx acerca de la búsqueda de la verdad.
Narrada en tiempo pretérito imperfecto, en tercera persona plural y utilizando un ritmo ternario, su contenido se divide en dos partes, cada una conformada por breves capítulos numerados. La primera parte consta de diez capítulos y se desarrolla en París, mientras que la segunda parte, de solo tres capítulos, se desarrolla fundamentalmente en la ciudad de Sfax, en Túnez. Luego el autor incluye un epílogo, esta vez escrito en tiempo futuro, donde se relata el regreso de los protagonistas a París. En total la historia abarca seis años, desde fines de los años 1950 hasta entrados los años 1960.

## Argumento
Jérôme y Sylvie, una pareja de jóvenes pequeñoburgueses sin estudios universitarios que se ganaban la vida en París como psicosociólogos realizando encuestas de publicidad, soñaban con llevar una vida de ricos, colmada de objetos lujosos y actividades refinadas, típicas de la clase alta. Sin embargo, apenas ganaban dinero suficiente para cubrir sus necesidades básicas, por lo que debían vivir en un apartamento diminuto y vetusto que no les satisfacía y que solían descuidar mientras soñaban con alguna vez poder mudarse a algo mejor.
Con sus amistades conformaban un grupo muy definido que los definía como individuos: banales, aspiracionales, seguidores de L'Express, sin dinero ni tradición, antifascistas y tímidos militantes de izquierda, víctimas inconscientes de la publicidad y obligados por las circunstancias a saciar su consumismo comprando objetos de segunda mano. Muy unidos y fácilmente reconciliables, cinéfilos, cocineros mediocres y consumidores de alcohol en abundancia.
Con la incertidumbre económica de no poseer un trabajo estable que pudiese proyectarse hacia el futuro, a veces pasaban momentos de escasez, que generaba inmediatamente en su relación sentimientos de resentimiento y frustración. Hacia el final de la guerra con Argelia, comenzaron a darse cuenta de lo vacío de sus amistades y de cómo el grupo se disolvía a medida que algunos comenzaban a estabilizarse y adquirir más dinero y poder. Maravillados y al mismo tiempo aplastados ante la riqueza ajena, comenzaron a alienarse en sí mismos, y al no poder conseguir dinero fácil y rápido, comenzaron a soñar con huir de París.

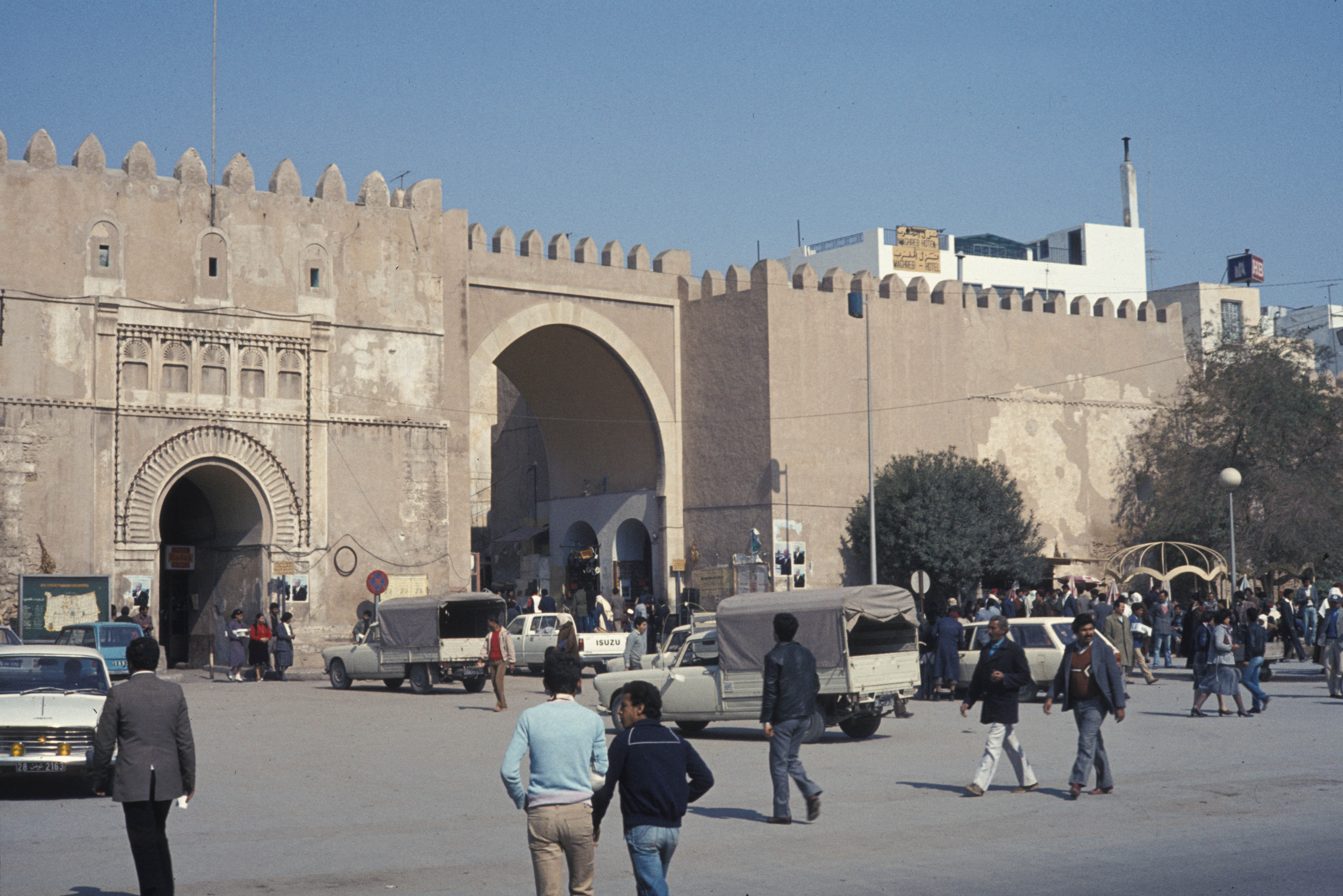
Entrada a la medina de Sfax en 1983. Estas puertas son mencionadas en la novela.

En septiembre de 1962, a Sylvie le surgió la oportunidad de ir a impartir clases a Túnez. Se embarcaron en la aventura esperanzados, pero en lugar de a la capital, fueron destinados a Sfax. Allí se instalaron en una casa enorme y hostil. Jérôme intentó en vano buscar trabajo, y rápidamente comenzaron a aburrirse y sentir que se les iba la vida en aquella ciudad pequeña y aislada. Solos, sin amigos, abandonaron todos sus proyectos y se estancaron, mientras al mismo tiempo se purificaron de las pasiones materiales que sentían en París. A partir de abril del año siguiente comenzaron a realizar breves viajes por el país africano, y si bien la mayoría de las veces se encontraban siempre con el mismo paisaje triste, en una ocasión fueron invitados a cenar por una pareja de ingleses a Hammamet, a una lujosa casa que resultó muy similar a aquella que habían soñado con tener hacía ya varios años. Sin embargo, aquellos sueños ya estaban lejanos y olvidados.
En el epílogo de la novela se presagia que la pareja regresará un día a París, a su antigua vida, con su empleo y sus amigos. Serán felices por un tiempo, pero luego volverá la sensación de estrechez y sus vanos anhelos de fortuna. Sus amigos les conseguirán trabajo en Burdeos en la industria publicitaria. Entonces se mudarán allá, con un sueldo mayor, una casa más grande, ropa mejor, para recomenzar así una vida insípida.

## Recepción
Por esta novela el autor fue reconocido como un escritor de primera línea en su país, y el mismo año de su publicación obtuvo el Premio Renaudot.

## Análisis de la obra
Esta obra o parte de ella está inspirada en la relación del autor con Paulette Pétras, con quien se casó en 1960 para poder instalarse juntos durante un año en la ciudad tunecina de Sfax, donde ella había sido contratada como profesora.
Suele leerse como una aguda crítica a la sociedad de consumo y a la banalidad de los deseos materiales fomentados por la propaganda. Se destaca la manera sencilla e irónica de la prosa del autor, así como su frialdad y distanciamiento en la narración. Para el crítico Adolfo Vásquez, el libro expone dos mundos separados pero superpuestos: el de las cosas y el que dice a las cosas. Para Eric Beaumatin, la novela también se constituye estilísticamente como un pastiche de Flaubert, autor con el que Perec explícitamente buscó un acercamiento, especialmente con la novela La educación sentimental.
Para el crítico Alberto Ruiz de Samaniego, esta novela, junto con Un hombre que duerme y La vida instrucciones de uso comparten una poética cercana a la de Andy Warhol, donde están presentes el voyeurismo y la «contemplación pasiva de la existencia».

## Adaptaciones
Perec se planteó la idea de adaptar esta novela al cine, en lo que se habría convertido en su primer trabajo cinematográfico. De este proyecto dan cuenta algunos registros fotográficos sacados en 1966, a cargo de la Association Georges Perec y donde se ve algunas locaciones urbanas.
Varios años después, esta novela fue adaptada al teatro por Bernard Labbé y Véronique Bernard-Maugiron, siendo presentada en el Festival de Aviñón en 1992.